# Ligurra opelli
Ligurra opelli är en spindelart som beskrevs av Berry, Beatty, Prószynski 1997. Ligurra opelli ingår i släktet Ligurra och familjen hoppspindlar. Inga underarter finns listade i Catalogue of Life.